# Alex Azar
Alex Michael Azar II (Johnstown, 17 de junio de 1967) es un político, abogado y exejecutivo farmacéutico estadounidense, exSecretario de Salud y Servicios Humanos de los Estados Unidos. Fue nominado por el presidente Donald Trump el 13 de noviembre de 2017 y confirmado por el Senado el 24 de enero de 2018. Anteriormente fue subsecretario de Salud y Servicios Humanos durante parte de la presidencia de George W. Bush, entre 2005 y 2007.

## Biografía

### Educación
Se graduó en gobierno y economía en el Dartmouth College en 1988, y en 1991 obtuvo una licenciatura en derecho de la Escuela de Derecho de la Universidad Yale.

### Carrera
Entre 1991 y 1992, se desempeñó como asistente legal de un juez de la Corte de Apelaciones de los Estados Unidos del Noveno Distrito. Posteriormente, fue asistente legal de Antonin Scalia, juez asociado de la Corte Suprema de los Estados Unidos. Luego trabajó en firmas de abogados.
El 3 de agosto de 2001, fue nombrado asesor jurídico general del Departamento de Salud y Servicios Humanos de los Estados Unidos, durante la presidencia de George W. Bush. Desempeñó un papel importante en la respuesta a los ataques con carbunco (ántrax) en 2001. El 22 de julio de 2005, fue confirmado como subsecretario de Salud y Servicios Humanos. Trabajando bajo el secretario Mike Leavitt, supervisó todas las operaciones del Departamento de Salud y Servicios Humanos con un presupuesto anual de más de un trillón de dólares. Renunció en enero de 2007.
En junio de 2007, fue contratado por la empresa farmacéutica Eli Lilly and Company, para ser el principal cabildero y portavoz de la compañía, y vicepresidente sénior de asuntos corporativos y comunicaciones. Dejó el cargo después de que Barack Obama fuera elegido presidente, ya que la compañía quería que un miembro del Partido Demócrata tuviera el cargo. En abril de 2009, se convirtió en vicepresidente de organización de servicios de atención médica de la misma compañía para Estados Unidos y su afiliada en Puerto Rico.
A partir del 1 de enero de 2012, fue elegido presidente de Lilly USA, LLC, la división más grande de Eli Lilly and Company, siendo responsable de todas las operaciones de la compañía en los Estados Unidos. Los precios de los medicamentos subieron sustancialmente bajo su liderazgo. También se desempeñó en la junta directiva de Biotechnology Innovation Organization, un lobby farmacéutico. En enero de 2017, renunció a Eli Lilly.
El 13 de noviembre de 2017, el presidente Donald Trump anunció, vía Twitter, la nominación de Azar como Secretario de Salud y Servicios Humanos de los Estados Unidos. Fue confirmado por el Senado el 24 de enero de 2018, con una votación de 55-43.
Ha criticado la Ley de Protección al Paciente y Cuidado de Salud Asequible (conocida como Obamacare) y expresó que en 2017 se aprobaría una ley que la derogaría.
Se opone a al derecho al aborto. En una respuesta por escrito a la senadora Patty Murray sobre la futura política del Departamento de Salud y Servicios Humanos (HHS, por sus siglas en inglés), expresó que «la misión de HHS es mejorar la salud y el bienestar de todos los estadounidenses, y esto incluye a los no nacidos».